# 윤원준
윤원준(尹元俊, 1970년 1월 23일 ~ )은 대한민국의 정치인이다. 제8·9대 충청남도 아산시의원이다.

## 학력
- 온양온천국민학교 졸업
- 아산중학교 졸업
- 아산고등학교 졸업
- 혜전전문대학교 관광과 졸업

## 경력
- 이명수 국회의원 비서관
- 아산비젼 봉사단 단장
- 아산고등학교 13회 동창회장
- 아산고등학교 총동문회 장학위원장
- 천우축구회 회장
- 아산시 축구협회 대의원
- 온양·아산청년연합회 사무국장
- 아산시 유도협회 부회장
- 아산시 하키협회 이사
- 행복키움추진단 단원
- (사)해병대 아산전우회 회원
- 2020.04 ~ 2022.06 제8대 충청남도 아산시의회 의원
  - 2020.04 ~ 2020.07 제8대 충청남도 아산시의회 전반기 복지환경위원회 위원
  - 2020.07 ~ 2022.06 제8대 충청남도 아산시의회 후반기 복지환경위원회 위원
  - 2020.07 ~ 2022.06 제8대 충청남도 아산시의회 후반기 예산결산특별위원회 위원
- 2022.07 ~ 제9대 충청남도 아산시의회 의원
  - 2022.07 ~ 제9대 충청남도 아산시의회 전반기 건설도시위원회 위원
  - 2022.07 ~ 제9대 충청남도 아산시의회 전반기 윤리특별위원회 위원장

## 역대 선거 결과
|  | 50.15% |

|  | 47.67% |